# 난폭한 주말
난폭한 주말(Nothing But Trouble)은 미국에서 제작된 댄 애크로이드 감독의 1991년 모험, 공포, 코미디 영화이다. 체비 체이스 등이 주연으로 출연하였고 로버트 K. 웨이스 등이 제작에 참여하였다.

## 출연

### 주연
- 체비 체이스
- 댄 애크로이드
- 존 캔디
- 데미 무어

### 조연
- 발리 브롬필드
- 테일러 네그론
- 베르틸라 다마스
- 레이몬드 J. 배리
- 브라이언 도일 머레이

## 제작진
- 협력프로듀서: 존 D. 스코필드
- 미술: 윌리암 샌델
- 의상: 데보라 나둘맨
- 배역: 마리언 더펄티
- 배역: 샤론 하워드-필드